# Партія «ковпаків»
Партія «ковпаків» (швед. mösspartiet, mössorna) — політична партія в Швеції періоду «Епохи свободи». «Ковпаки» представляли переважно селян і духовенство.

## Виникнення
Виникла як відповідь на створення партії «капелюхів» з її небезпечної для Швеції програми війни з Росією. Прихильники обережної політики президента Канцелярії Арвіда Горна вже в 1737 році. почали називати «ковпаками», проте партія в повному сенсі цього слова склалась лише після відставки Горна і його відсторонення від влади в 1739 р. Першими лідерами партії стали колишній член риксрода Тюре Бельке, член риксрода Самуель Океръельм і пробст Якоб Сиреніус. Із самого моменту свого створення «ковпаки» зав'язали тісні стосунки із російським послом в Швеції. На риксдазі 1740-41 років. вони марно намагалися запобігти початку  російсько-шведської війни 1741-43 років .Після поразки у війні «ковпаки», здалось, могли отримати перемогу над своїми противниками із партії «капелюхів», однак цього не трапилось через те, що в суспільстві були незадоволені їх надто тісними зв'язками із російським міністром Корфом. Їх представник в уряді С.Окербельм був із нього виключений, і партія, могла, повністю перестати існувати.
В перший період свого існування виступала проти занадто необережного використання «капелюхами» державних коштів і їх занадто обережної державної політики. Проте по суті вони вірили у ті ж самі меркантильні принципи, що і партія «капелюхів», і не мали значних розбіжностей з її законодавчою діяльністю, яка відносилась до галузі економіки.
Більшість прихильників партії належали до числа вищих чиновників, великих власників підприємств, священиків та селян. Крім того, її підтримувало бюргерство невеликих міст, малі торговців та робітники.
Кризі партії сприяв її розкол на помірну фракцію, яку очолював член риксрода Густав Бунде і лантмаршалом на двох попередніх риксдагах бароном Матіасом Александером фон Унгерн-Стернбергом, які не схвалювали тісних зв'язків з Росією та виступали за співробітництво з партією «капелюхів», і радикальну фракцію, яка прагнула помститися капелюхам та взяти владу у свої руки «Молодші ковпаки»
В кінці 50-х років. партія знову відродилася. Її прихильники стали тепер називатися «молодшими ковпаками» (det yngre mösspartiet). Члени партії звинувачували у промахах «капелюхів» в області фінансової і грошової політики, критикували їх за надмірні витрати державних коштів та несправедливості при розподілі, ніж привернули на свою сторону симпатії суспільств. «Молодші ковпаки» продовжували виступати за збереження миру, хоча, і на початку 60-х років. «капелюхи» також притримувались цієї лінії у питаннях зовнішньої політика. Після сходу на престол в Росії Катерини II  «ковпаки» знову зав'язали тісні відносини з Росією, використовуючі то російські то англійські гроші у боротьбі за владу. До 1765 року партії вдалось отримати верх над своїми суперниками і прийти до влади, однак, своєю непродуманою політикою у фінансовій сфері вони тільки погіршили становище країни та «ковпаків» у роки їх останнього правління.
Дії Росії в Польщі в кінці 60-х років багато налякали шведську громадськість, в результаті чого придворний партії "капелюхів " вдалось в 1769 р. об'єднаними силами зламати панування «ковпаків».
Проте в 1771 р. «ковпаки» знову прийшли до влади.
19 квітня 1772 року король Густав III здійснив військовий переворот у країні. Було покладено край існування обох партій.

## Назва
Назва пішла від непристойного прізвиська «ковпаки» («нічні ковпаки»), як прозвали своїх опонентів «капелюшники».